# Championnat du Maroc de basket-ball 2006-2007
La saison 2006-2007 du Championnat du Maroc voit le Maghreb de Fès remporter le titre de champion.

## Les clubs de l'édition 2006-2007
| - AS Salé - Amal Essaouira - FUS de Rabat - KAC de Kénitra - Maghreb de Fès |  | - Raja Club Athletic - Ittihad Tanger - Renaissance de Berkane - TS Casablanca - Wydad de Casablanca |

## Saison régulière
|     | Club                   | Points | J  | V  | D  | +    | -    | Diff. |
| --- | ---------------------- | ------ | -- | -- | -- | ---- | ---- | ----- |
| 1er | AS Salé                | 32     | 18 | 14 | 4  | 1226 | 1094 | +132  |
| 2er | Maghreb de Fès         | 32     | 18 | 14 | 4  | 1297 | 1169 | +128  |
| 3e  | FUS de Rabat           | 29     | 18 | 11 | 7  | 1199 | 1152 | +47   |
| 4e  | Wydad de Casablanca    | 29     | 18 | 11 | 7  | 1112 | 1077 | +35   |
| 5e  | Raja Club Athletic     | 28     | 18 | 10 | 8  | 1196 | 1123 | +73   |
| 6e  | TS Casablanca          | 26     | 18 | 8  | 10 | 1269 | 1198 | +71   |
| 7e  | Ittihad Tanger         | 26     | 18 | 9  | 8  | 1208 | 1206 | +2    |
| 8e  | KAC de Kénitra         | 24     | 18 | 6  | 12 | 1195 | 1201 | -6    |
| 9e  | Amal Essaouira         | 22     | 18 | 4  | 14 | 1090 | 1273 | -183  |
| 10e | Renaissance de Berkane | 20     | 18 | 2  | 16 | 1088 | 1387 | -299  |

## Play-offs
| Groupe A |                     |        |   |   |   |     |     |       |
|          | Club                | Points | J | V | D | +   | -   | Diff. |
| 1er      | Wydad de Casablanca | 9      | 4 | 3 | 1 | 290 | 294 | -4    |
| 2e       | AS Salé             | 6      | 4 | 2 | 2 | 311 | 282 | +29   |
| 3e       | TS Casablanca       | 3      | 4 | 1 | 3 | 277 | 302 | -25   |

| 23 mai | TS Casablanca       | 69 | 64 | AS Salé             |
| 26 mai | AS Salé             | 85 | 76 | TS Casablanca       |
| 30 mai | TS Casablanca       | 64 | 67 | Wydad de Casablanca |
| 2 juin | Wydad de Casablanca | 86 | 68 | TS Casablanca       |
| 6 juin | Wydad de Casablanca | 80 | 78 | AS Salé             |
| 9 juin | AS Salé             | 84 | 57 | Wydad de Casablanca |

| Groupe B |                    |        |   |   |   |     |     |       |
|          | Club               | Points | J | V | D | +   | -   | Diff. |
| 1er      | FUS de Rabat       | 6      | 4 | 2 | 2 | 273 | 269 | +4    |
| 2e       | Maghreb de Fès     | 6      | 4 | 2 | 2 | 282 | 281 | +1    |
| 3e       | Raja Club Athletic | 6      | 4 | 2 | 2 | 270 | 275 | -5    |

| 23 mai | Raja Club Athletic | 64 | 61 | Maghreb de Fès     |
| 26 mai | Maghreb de Fès     | 82 | 76 | Raja Club Athletic |
| 30 mai | Raja Club Athletic | 63 | 59 | FUS de Rabat       |
| 2 juin | FUS de Rabat       | 73 | 67 | Raja Club Athletic |
| 6 juin | FUS de Rabat       | 73 | 68 | Maghreb de Fès     |
| 9 juin | Maghreb de Fès     | 71 | 68 | FUS de Rabat       |

## Demi-finales
| Équipe 1       | Équipe 2            | Match 1 16 juin | Match 2 23 juin | Match 3 30 juin |
| -------------- | ------------------- | --------------- | --------------- | --------------- |
| Maghreb de Fès | Wydad de Casablanca | 91 - 77         | 64 - 80         | 69- 66          |
| AS Salé        | FUS de Rabat        | 80 - 63         | 81 - 85         | 71 - 69         |

## Finale
| Équipe 1       | Équipe 2 | Résultat 7 juillet |
| -------------- | -------- | ------------------ |
| Maghreb de Fès | AS Salé  | 72 - 65            |